# Голубые горы (фильм, 1949)
«Голубые горы» (в иных переводах: «Голубая гряда гор»; «Голубая цепь гор»; яп. 青い山脈: аой санмяку; англ. The Green Mountains) — японский чёрно-белый фильм-драма в двух частях, поставленный режиссёром Тадаси Имаи в 1949 году. Экранизация одноимённого романа 1947 года писателя Ёдзиро Исидзаки.

## Сюжет
Юкико Симадзаки, учительница английского языка в женской гимназии небольшого портового городка, куда она только недавно перевелась из Токио,  находится в центре полемики и отстаивает своё видение школьного порядка, выступая против влиятельных людей этого поселения.
Вся эта история закрутилась после поддельного письма к одной из школьниц 5-го класса по имени Синко Тэрадзава. В письме, якобы присланном ей от юноши, назначено свидание. Но Синко уверена, что письмо написано ей её одноклассницами, из ревности и ненависти, и с целью насмешки над ней. Поэтому Синко показала это письмо своей учительнице, прося у неё совета и защиты.
Юкико Симадзаки со всей решимостью встаёт на защиту ученицы и на одном из уроков пытается обговорить эту проблему с её классом. Однако, неожиданно одноклассницы Синко воспринимают  нравоучения учительницы в штыки, пытаясь оправдаться застарелыми понятиями о своей любви к школе, и объявляют учительнице бойкот. Разговор учительницы с директором и другими преподавателями также не привёл к желаемому результату, ибо они придерживаются консервативных взглядов и не хотят каких-либо изменений в застаревшей образовательной системе. На школьном совете было принято решение поставить этот вопрос на гимназическом совете с представителями, как от администрации города, так и от родительского комитета. Ко всей этой истории подключаются городские власти, чьи дети стали участниками конфликта с учительницей. Однако, и учительницу нашлось кому поддержать. Школьный врач Нумата, влюблённый в неё, встаёт на её защиту и хорошо подготавливается к намеченному в школе гимназическому совету, на повестке дня которого поставлен вопрос о доверии к учительнице. Вместе с Рокускэ (тем самым парнем, в которого на самом деле влюблена ученица Синко) и его другом Томинага он добивается того, что гимназический совет выражает доверие учительнице.
Однако Рокускэ и Синко из за упорства некоторых горожан и всё тех же влиятельных городских чиновников остаются непонятыми. Но после того, как одна из учениц по имени Асако, зачинщица всего произошедшего, та что написала фальшивое письмо, повинится, во всём признаётся и даже попросит прощения у Синко, — всё благополучно разрешится. А врач Нумата наконец-то признаётся в любви к Юкико и попросит её руки.
После поражения 1945 года тема любви между мужчиной и женщиной как равными членами общества стала в кино частью общего процесса демократизации. Один из самых нашумевших фильмов на эту тему — «Голубые горы» (аой санмяку, 1949). В этой картине учительница и её ученики постарались убедить придерживающихся консервативных взглядов представителей верхушки провинциального города, что любовь — прекрасна, полезна для здоровья и достойна уважения.

## В ролях
- Сэцуко Хара — Юкико Симадзаки
- Рё Икэбэ — Рокускэ Канэя
- Митиё Когурэ — Умэтаро
- Ёко Суги — Синко Тэрадзава
- Итиро Рюдзаки — Тамао Нумата
- Сэцуко Вакаяма — Кадзуко Сасаи

## Премьеры
- — национальная премьера 1-й части фильма в Японии состоялась 19 июля 1949 года[2].
- — национальная премьера 2-й части фильма в Японии состоялась 26 июля 1949 года[3].

## Награды и номинации
Кинопремия «Майнити» (1950)
- Премия лучшей актрисе — Сэцуко Хара (за роли в трёх фильмах: «Голубые горы», «Поздняя весна» и «За здоровье юных леди»)
- Премия за лучшую женскую роль второго плана — Митиё Когурэ
- Премия за лучшую операторскую работу — Асакадзу Накаи (в двух фильмах: «Голубые горы» и «Бездомный пёс»)

Премия журнала «Кинэма Дзюмпо» (1954)
- Номинация на премию за лучший фильм 1949 года, по результатам голосования занял 2 место.

## О фильме
Изначально две кинокомпании («Тохо» и «Сётику») оспаривали права на экранизацию этого популярного в своё время романа Ёдзиро Исидзаки. В «Сётику» постановщиком должен был стать Кэйсукэ Киносита. Но права достались всё же кинокомпании «Тохо». Съёмки производились как раз в тот период, когда в кинокомпании «Тохо» началась известная двухсотдневная забастовка. Съёмочные работы над фильмом во время забастовки были приостановлены. Продюсер Санэдзуми Фудзимото воспользовался ситуацией, чтобы доснять фильм в основанной им самим кинокомпании Fujimoto Productions, но права проката впоследствии всё же пришлось уступить «Тохо». Фильм имел необычайный успех, после чего не осталось и следа от того недоброжелательного отношения, которым долгое время до этого платили Тадаси Имаи, и его положение как режиссёра утвердилось прочно. Обрадованные успехом фильма, владельцы компании «Тохо» сразу изменили отношение к режиссёру, но он, несмотря на попытки предпринимателей удержать его у себя, вместе с друзьями покинул студию и принял участие в создании новой независимой кинокомпании «Синсэй эйгася», где снимет свой знаменитый фильм «А всё-таки мы живём!» (1951).

## Другие экранизации этого романа Ёдзиро Исидзаки
- «Голубые горы» (фильм в двух частях) (1957) — снят в той же компании «Тохо» режиссёром Сюэ Мацубаяси. Роль учительницы Юкико Симадзаки исполнила тогда ещё начинающая, а впоследствии популярная актриса Ёко Цукаса.
- «Голубые горы» (1963) — снят в кинокомпании «Никкацу» режиссёром Кацуми Нисикавой. В роли Синко Тэрадзавы популярная молодая звезда 1960-х Саюри Ёсинага.
- «Голубые горы» (1975) — снят опять же в «Тохо» режиссёром Ёсисукэ Кавасаки. В роли учительницы Юкико Симадзаки — Рёко Накано. Роль школьницы Синко исполнила Нагиса Катахира.
- «Голубые горы '88» (1988) — версия 1988 года снята в кинокомпании «Сётику» режиссёром Коити Сайто. В роли учительницы Юкико Симадзаки — Ёсиэ Касивабара. Роль Синко исполнила Юки Кудо.

## Комментарии
1. ↑  «Голубые горы» — в этом русском переводе названия фильм появился в сети «Интернет» на торрент-трекерах. «Голубая гряда гор» — название, которое употребляется в российском киноведении, в том числе в таких авторитетных энциклопедических изданиях, как «Кинословарь» (М.: Советская энциклопедия, 1986—1987. — С. 150) и «Режиссёрская энциклопедия: Кино Азии, Африки, Австралии, Латинской Америки» (НИИ киноискусства, Ветрова Т.Н. (отв.ред.), Материк -М., 2001, С. 44-45). Под названием «Голубая цепь гор» фильм упоминается в русском переводе книги японского критика и историка кино Акиры Ивасаки «Современное японское кино» (1958 / русский перевод 1962, Переводчики: Владимир Гривнин, Л. Левин), — М.: Искусство, 1962. С. 144, 156-157, 265-268, 455).